# Rani Khera
Rani Khera  es una ciudad censal situada en el distrito de Delhi noroeste,  en el territorio de la capital nacional,  Delhi (India). Su población es de 16402habitantes (2011). 

## Demografía
Según el censo de 2011 la población de Rani Khera era de 16402 habitantes, de los cuales 8889eran hombres y 7513 eran mujeres. Rani Khera tiene una tasa media de alfabetización del 82,69%, inferior a la media estatal del 86,21%: la alfabetización masculina es del 89,69%, y la alfabetización femenina del 74,36%.